# Platichthys solemdali
Platichthys solemdali — вид променеперих риб родини камбалових (Pleuronectidae). Єдиний ендемічний балтійський вид риб. Вид офіційно визнаний у 2018 році.

## Назва
Вид названо на честь норвезького іхтіолога Пера Солемдала (1941—2016), спеціаліста з камбалових риб Балтійського моря.

## Поширення
Ендемік Балтійського моря. Описаний у Фінській затоці.

## Опис
Ззовні мало чим відрізняється в глосі (Platichthys flesus). Тіло завдовжки 20-25 см. Очі розташовані праворуч. Тіло коричневого або сірого забарвлення, часто з червонуватими плямами.

## Спосіб життя
Мешкає у солонуватих узбережних водах на глибині 0,5-50 м. Здійснює незначні міграції. Живиться молюсками та дрібними безхребетними.